# Kheri
Kheri är en ort i Indien.   Den ligger i distriktet Kheri och delstaten Uttar Pradesh, i den norra delen av landet, 400 km öster om huvudstaden New Delhi. Kheri ligger 149 meter över havet och antalet invånare är 26 327.
Terrängen runt Kheri är mycket platt, och sluttar österut. Runt Kheri är det tätbefolkat, med 709 invånare per kvadratkilometer. Närmaste större samhälle är Lakhimpur, 5,3 km norr om Kheri. Trakten runt Kheri består till största delen av jordbruksmark.